# Youngstown (Ohio)
Youngstown je město v americkém státě Ohio a krajské město okresu Mahoning County, část města zasahuje i do okresu Trumbull County. Nachází se na řece Mahoning River asi 105 kilometrů jihovýchodně od Clevelandu a 100 kilometrů severozápadně od Pittsburghu v Pensylvánii. Youngstown má svou vlastní metropolitní oblast, ale v kultuře bývá občas označována jako součást oblastí Pittsburgh Tri-State a Greater Cleveland. Youngstown leží 16 kilometrů západně od státní hranice s Pensylvánií, přibližně v polovině cesty mezi New York City a Chicagem na Interstate 80.
Město bylo pojmenováno podle Johna Younga, který byl časný osadník v newyorském Whitestown. Young zde založil první pilu a mlýn. Youngstown leží v oblasti USA, která bývá označována jako Rust Belt. Tato oblast je známá jako centrum výroby oceli. Youngstown spadá do regionu Appalachian Ohio, který se nachází v apanalčském pohoří. Při sčítání obyvatel v roce 2010 zde žilo 66 982, čímž je Youngstown deváté největší město v Ohiu.

## Historie

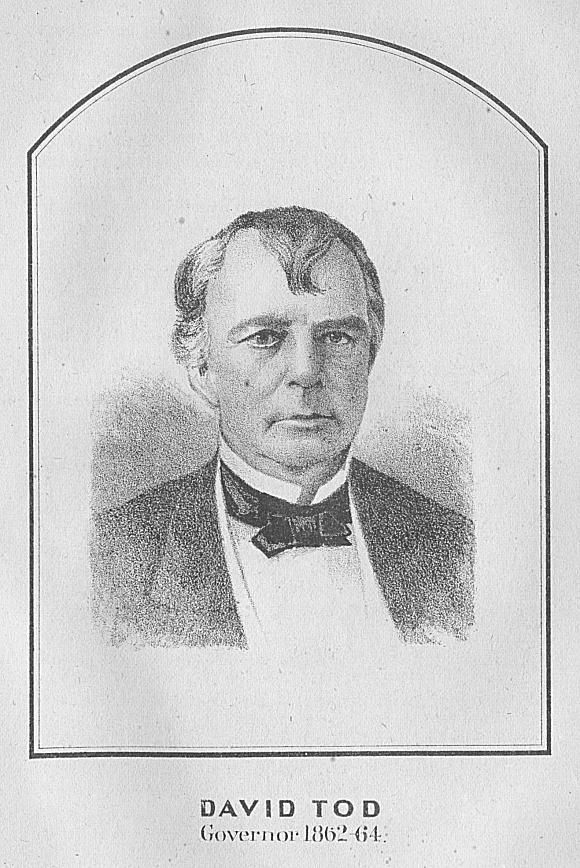
Guvernér David Tod

Youngstown byl pojmenován podle rodného newyorčana Johna Younga, který v této oblasti v roce 1796 cestoval a následně se zde usadil. Dne 9. února 1797 Young koupil pozemek o velikosti 15 560 akrů (63 km²) od Western Reserve Land Company za 16 085 dolarů. V roce 1797 byl položen základní kámen pro město, 19. srpna 1802 bylo oficiálně ohlášeno založení města.
Oblast tvořící dnešní Youngstown byla část rezervace Connecticut Western Reserve, severozápadní území bylo vyhrazeno pro obyvatele státu Connecticut. Mnozí z prvních osadníků pocházely z Connecticutu, ale nové město přilákalo i značné množstí Irů a Skotů ze sousední Pensylvánie. První evropští Američané, kteří se zde usadili byli rodák z Pittsburgu James Hillman a jeho manželka Catherine Dougherty. Od roku 1798 byl Qoungstown domovem několika rodin, které bydlely v blízkosti střetu Mill Creek a Mahoning River.
Populace města rostla, proto musely být založeny nové správní obvody. V roce 1800 založil místní guvernér Arthur St. Clair okres Trumbull County (pojmenován podle guvernéra Conncticutu Jonathana Trumbulla). V roce 1813 byl Trumbull County rozdělen do městských čtvrtí. Obec Youngstown byla založena v roce 1848 a v roce 1867 byl status Youngstownu změněn na město. V roce 1876 bylo původní krajské město Mahoning County Canfield nahrazeno Youngstownem.
Na počátku devatenáctého století zde bylo nalezeno uhlí. Pennsylvania and Ohio Canal Company začal s výstavbou kanálu, který byl dokončen roku 1840. Místní průmyslník David Tod, který se později během občanské války stal guvernérem Ohia, přesvědčil majitele parníků na jezeře Lake Erie, aby jejich lodě převážely uhlí. Příchod železnice v roce 1856 usnadnily cestu pro další ekonomický růst.

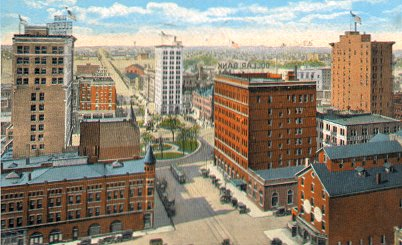
Youngstown na počátku 20. století: náměstí a viadukt, pohled od jihu

Průmyslový rozvoj Youngstownu změnil podobu Mahoning Valley. Těžba uhlí sem přitáhla stovky přistěhovalců z Walesu, Německa a Irska. Se zřízením oceláren koncem 19. století se Youngstown stal oblíbenou destinací pro přistěhovalce z východní Evropy, Itálie a Řecka. Počátkem dvacátého století sem přišli i imigranti z neevropských zemí, včetně oblastí, kde je dnes Libanon, Izrael a Sýrie. Ve dvacátých letech přispěl dramatický nárůst demografie k odporu původních obyvatel údolí Mahoning Valley a stal se centrem šíření Ku-klux-klanu. Situace vyvrcholila v roce 1924, kdy proběhlo několik pouličních střetů mezi členů Ku Klux Klanu a italskými a irskými Američany v sousedním Niles pod vedením guvernéra Ohia A. Victor Donahey, následně bylo vyhlášeno stanné právo.
Nárůst průmyslu přilákal lidi z latinské Ameriky. Do konce 19. století zde bydlela i řada Afroameričanů, kteří se shromažďovali v African Methodist Episcopal Church založené roku 1871. V 80. letech 19. století byl místní právník William R. Stewart zvolen jako druhý africký Američan do Ohio House of Representatives. Velký příliv afrických Američanů na počátku 20. století byl jedním z hlavních faktorů pro vývoj průmyslu. Během národní stávky výrobců oceli v roce 1919 rekrutovali místní průmyslníci tisíce pracovníků z jihu Spojených států, z nichž mnozí byli černoši. Kvůli tomuto kroku začali být bílí dělníci rasisté a po celá desetiletí diskriminovali černé na pracovičtích. Migrace z jihu dramaticky vzrostla ve čtyřicátých letech 20. století.

## Geografie a klima
Youngstown leží na 41°5′47″N 80°38′57″W a hraničí s městy:
- Boardman Township, na jihu
- Canfield Township na jihozápadě
- Austintown na západě
- Weathersfield Township na severozápadě
- Girard na severozápadě
- Liberty Township na severu
- Hubbard Township na severovýchodě
- Coitsville Township na východě
- Campbell na jihovýchodě
- Struthers na jihovýchodě
- Poland na jihovýchodě

## Demografie
| Rok  | Populace | Změna v procentech |
| ---- | -------- | ------------------ |
| 1850 | 2 802    | —                  |
| 1860 | 2 759    | −1,5 %             |
| 1870 | 8 075    | +192,7 %           |
| 1880 | 15 435   | +91,1 %            |
| 1890 | 33 220   | +115,2 %           |
| 1900 | 44 885   | +35,1 %            |
| 1910 | 79 066   | +76,2 %            |
| 1920 | 132 358  | +67,4 %            |
| 1930 | 170 002  | +28,4 %            |
| 1940 | 167 720  | −1,3 %             |
| 1950 | 168 330  | +0,4 %             |
| 1960 | 166 688  | −1,0 %             |
| 1970 | 139 788  | −16,1 %            |
| 1980 | 115 427  | −17,4 %            |
| 1990 | 95 787   | −17,0 %            |
| 2000 | 82 026   | −14,4 %            |
| 2010 | 66 982   | −18,3 %            |

Podle sčítání obyvatel v roce 2000 je v Youngstownu 32 177 domácností a 19 724 rodin. Hustota zalidnění je 893/km². Je tam 37 159 bytových jednotek s průměrnou hustotou 423,2/km². Rasový poměr města je zhruba 43 % bílí, 45 % černí nebo afričtí Američané a 9 % hispánský nebo latinský.

## Partnerská města
- Salerno, Itálie
- Spišská Nová Ves, Slovensko
- Surda, Palestinská autonomie
- Al-Bireh, Palestinská autonomie
- Saná, Jemen
- Ciudad Obregón (Sonora), Mexiko